# أميرة قصار
أميرة قصار (بالفرنسية: Amira Casar) هي ممثلة إنجليزية بريطانية فرنسية أيرلندية ولدت في يوم 1 مايو 1971 في مدينة لندن لأب من أصل كردي وأم مغنية أوبرا روسية، قضت حياتها متنقلة بين إنجلترا وفرنسا وأيرلندا وأكملت دراستها في مجمع الفن الدرامي الوطني في باريس، تتقن التكلم باللغات الإنجليزية والفرنسية و الكردية وتعمل على إتقان الألمانية والإيطالية والإسبانية. بدأت التمثيل في سنة 1989 وأبرز الأفلام التي مثلتها هو فيلم سلفيا في سنة 2003 وفيلم تشريح الجحيم في سنة 2004.

## الأعمال
- نادني بإسمك
- سان لوران
- الليالي العربية

## روابط خارجية
- أميرة قصار على موقع IMDb (الإنجليزية)
- أميرة قصار على موقع مونزينجر (الألمانية)
- أميرة قصار على موقع قاعدة بيانات الأفلام العربية
- أميرة قصار على موقع ألو سيني (الفرنسية)
- أميرة قصار على موقع أول موفي (الإنجليزية)
- أميرة قصار على موقع قاعدة بيانات الأفلام السويدية (السويدية)
- أميرة قصار على موقع إن إن دي بي (الإنجليزية)
- أميرة قصار على موقع قاعدة بيانات الفيلم (الإنجليزية)
- أميرة قصار على موقع كينوبويسك (الروسية)